# رغده عيد
كاتبه وأديبة سعودية من مواليد 1955 تسكن الرياض ولها عده مؤلفات ومساهمات ادبية واجتماعية أخر إصدار لها كان روايه باسم (حبسه)، عضو فعال في النادي الرياض الأدبي. من ضمن مؤلفاتها (هتان) والديوان الشعري (عزف ثنائي)، رغده عيد هي خريجه كليه الحاسب الآلي من جامعة الملك سعود في الرياض وعملت كمعلمة حاسب آلي للمرحلة الثانوية في وزارة التربية والتعليم (وزارة التعليم حاليا).